# Ceteris paribus
Ceteris paribus (лат. ceteris paribus [ˈkeːtɛriːs ˈparɪbʊs]) — часто используемая в процессе анализа и синтеза формулировка, обозначающая «при допущении, что все другие условия, кроме (ранее) указанных, остаются идентичными» (краткая формулировка «при прочих равных условиях»). Она обозначает, что изменяются только исследуемые явления и взаимосвязи, а все остальные явления и взаимосвязи предполагаются неизменными.

## Определение
Согласно К.Р. Макконнеллу и С.Л. Брю при прочих равных условиях — это принимаемое допущение, при котором остальные параметры остаются постоянными или неизменными.

## Экономика
Одной из дисциплин, где наиболее часто используется оговорка «при прочих равных условиях», является экономика: оговорка используется для упрощения формулировки и описания экономического эффекта и последствий.